# 五府山镇
五府山镇，是中华人民共和国江西省上饶市广信区下辖的一个乡镇级行政单位。

## 行政区划
五府山镇下辖以下地区：
横山头社区、甘溪村、畈心村、金钟山村、高洲村、塘里村、船坑村和毛楼村。